# JOGLIS
2025年07月
『JOGLIS』（ジョグリス）は、TOKYO FMで放送されていたランナー応援番組である。

## 概要
2009年10月にランナーターゲット番組『JOYFUL』（ジョイフル）としてスタート。そして2009年11月23日に「HANZOMON RUNNER'S SATTELITE "JOGLIS"」がオープンするのに合わせて、『JOGLIS』に改題している。2011年8月からは「女子ランナー」を中心に応援しようと、番組シリーズ名を『JOGLIS RUN GIRLS』（ジョグリス・ラン・ガールズ）に改題し、平日（月 - 木曜日）の10分間のミニ番組JOGLIS RUN GIRLS（『シンクロのシティ』に内包）、日曜日の早朝生ワイド番組JOGLIS RUN GIRLS SUNDAY（ - サンデー）として放送をスタート。2012年9月をもって平日のJOGLIS RUN GIRLSは終了し、日曜日のJOGLIS RUN GIRLS SUNDAYに統合された。
2009年10月の開始から2013年9月までは日曜早朝帯（5:00-7:30）にニュース、天気予報、交通情報を内包する生ワイド番組として放送されてきた。2013年10月からは土曜早朝帯（5:00-7:30）にスポーツプログラムゾーンを新設することに伴い、スポーツ情報生ワイド番組SPO☆LOVE（5:00-7:00）に続けてJOGLISが放送されることとなり、放送時間を縮小し、大幅にリニューアルした。2016年10月からはSPO☆LOVEの終了に伴って、20分の録音番組となる。その後は朝ワイドの内包番組として続けながら2019年3月をもって終了した。

## 放送時間

### 2016.10.01 - 2019.03.30
JOGLIS（録音）
- 毎週土曜日   7:00 - 7:20

※2017.10.01以降は『World BPM - Best Pops Morning-』のフロート番組として放送されていたが、
元々日曜日朝7:30-7:55放送していた「丸山茂樹 SUNDAY BACK NINE」の「丸山茂樹のMOVING SATURDAY」へタイトル･曜日･時間変更に伴い土曜朝から撤退。

### 2015.04.04 - 2016.09.24
JOGLIS（生放送）
- 毎週土曜日   6:50 - 7:20

### 2013.10.05 - 2015.03.28
JOGLIS（生放送）
- 毎週土曜日　7:00 - 7:30

### 2012.10.07-2013.09.29
JOGLIS RUN GIRLS SUNDAY（生放送）
- 毎週日曜日　5:45 - 7:30

### 2011.08-2012.09
JOGLIS RUN GIRLS SUNDAY（生放送）
- 毎週日曜日　6:00 - 7:30

JOGLIS RUN GIRLS（生放送）
- 毎週月-木曜日　17:50 - 18:00 (シンクロのシティに内包)

### 2011.04.03-2011.08
JOGLIS SUNDAY（生放送）
- 毎週日曜日　6:00 - 7:30

### 2011.03.13 - 2011.03.27
※東日本大震災発生のため特別態勢で放送
JOGLIS SUNDAY（生放送）
- 毎週日曜日　5:00 - 07:30

JOGLIS Plusは休止

### 2010.04.04 -2011.03.06
JOGLIS SUNDAY（生放送）
- 毎週日曜日　5:00 - 07:30

JOGLIS Plus（生放送）
- 毎週月-木曜日　17:40 - 18:00 (シンクロのシティに内包)

### 2009.10.04 - 2010.03.28
JOGLIS（生放送）
- 毎週日曜日　5:00 - 07:30

JOGLIS Plus（生放送）
- 毎週日曜日 8:00 - 8:25

## パーソナリティ
- 浅利そのみ（TOKYO FMアナウンサー）- 放送開始時 - 2013.09.29
- 柴田幸子（TOKYO FMアナウンサー）- 2013.10.05 - 2016.10.29
- 中村亜裕美（TOKYO FMアナウンサー）- 2016.11.05 - 放送終了時

## タイムテーブル
（2017年10月現在）
- 7:00  高橋尚子 Keep On Running （高橋尚子）  ＜ASICS提供＞
- 7:11　TOKYO FM トラフィックレポート - 録音放送のため、報道情報センターのアナウンサーがアナウンスを担当。JARTICから最新の交通情報を伝えてもらう。
- 7:14　JOGLISからのお知らせ・エンディング - 毎月最終土曜日に番組審議会の内容が放送される。

## その他
- 2011年11月20日の放送では神戸マラソン開催のため兵庫エフエム放送から放送され、またこの日に限り兵庫エフエム放送でも臨時ネットされた（兵庫エフエム放送でも通常はJFNC制作『SUNDAY FLICKERS』を放送。さらにサウンドクルーの谷山香も出演した）。

## Love Running

### 概要
2009年11月23日、東京・半蔵門に「HANZOMON RUNNER'S SATTELITE "JOGLIS"」がオープン。その後2013年4月、大阪城のほど近い場所に「OSAKA RUNNER'S SATTELITE "JOGLIS"」がオープンしたことに伴い、2013年7月27日からスタートしたランナー応援番組が「Love Running」。なお、JOGLIS閉鎖に伴い、放送は終了した。

### 放送時間
- 毎週土曜 8:00 - 8:25